# Румянцев, Иван Дмитриевич
Иван Дмитриевич Румянцев (17 июля 1919, Сибирь, Тверская губерния — 6 июля 1993, Москва) — командир расчёта 76-миллиметровой батареи 823-го артиллерийского полка 301-й стрелковой Сталинской ордена Суворова 2-й степени дивизии 9-го Краснознамённого стрелкового корпуса, старшина.

## Биография
Родился 17 июля 1919 года в деревне Сибирь (ныне — Нижняя Дубровка в Селижаровском районе Тверской области) в крестьянской семье. Окончил 5 классов. Работал в колхозе.
В Красной Армии с октября 1939 года. На фронте в Великую Отечественную войну с июня 1941 года. Член ВКП(б) с 1945 года.
Командир 76-миллиметрового орудия батареи 823-го артиллерийского полка сержант Иван Румянцев 13 апреля 1944 года при форсировании реки Днестр южнее села Бычек, расположенного в десяти километрах севернее молдавского города Бендеры, наводкой поддерживал наступающие стрелковые подразделения, ликвидировал пулемёт и свыше десяти пехотинцев. 26-27 апреля 1944 года в боях севернее города Бендеры сразил до двенадцати солдат и подавил две пулемётные точки.
Приказом по 301-й стрелковой дивизии от 15 мая 1944 года за мужество и отвагу проявленные в боях сержант Румянцев Иван Дмитриевич награждён орденом Славы 3-й степени.
В бою 25 августа 1944 года у села Бозлень Котовского район Молдавии командир 76-миллиметрового орудия 823-го артиллерийского полка старший сержант Иван Румянцев с вверенным ему расчётом из орудия ликвидировал свыше отделения живой силы и три автомашины. При отражении контратаки 26 августа 1944 году в этом же районе было выведено из строя свыше десяти солдат, две пулеметные точки, в рукопашном бою расчётом уничтожено двенадцать солдат и офицеров.
Приказом по 5-й ударной армии от 10 октября 1944 года за мужество и отвагу проявленные в боях старший сержант Румянцев Иван Дмитриевич награждён орденом Славы 2-й степени.
14 января 1945 года командир 76-миллиметрового орудия 823-го артиллерийского полка старший сержант Иван Румянцев при прорыве обороны противника на магнушевском плацдарме в восемнадцати километрах западнее польского города Магнушев с орудийным составом уничтожил три пулемёта и противотанковую пушку.
15 января 1945 года старший сержант Иван Румянцев одним из первых со своим орудием переправился на противоположный берег реки Пилица у населённого пункта Пальчев, расположенного в девяти километрах юго-западнее польского города Варка и, с ходу вступив в бой, участвовал в отражении трёх контратак пехоты и танков противника.
Указом Президиума Верховного Совета СССР от 24 марта 1945 года за образцовое выполнение заданий командования в боях с немецко-фашистскими захватчиками старший сержант Румянцев Иван Дмитриевич награждён орденом Славы 1-й степени, став полным кавалером ордена Славы.
В 1946 году старшина И. Д. Румянцев демобилизован. Жил в городе-герое Москве. Скончался 6 июля 1993 года.

## Награды
- Орден Красного Знамени (19.04.1945)[2],
- два ордена Отечественной войны 1-й степени (31.05.1945[3], 6.04.1985[4]),
- Орден Славы 1-й (24.03.1945)[5], 2-й (10.10.1944)[6], 3-й (15.05.1944)[7] степеней
- медали, в том числе:
  - «За отвагу» (1.01.1944)[8]